# Podochilus cultratus
Podochilus cultratus är en orkidéart som beskrevs av John Lindley. Podochilus cultratus ingår i släktet Podochilus och familjen orkidéer. Inga underarter finns listade i Catalogue of Life.